# Khàlaf ibn Mulàïb

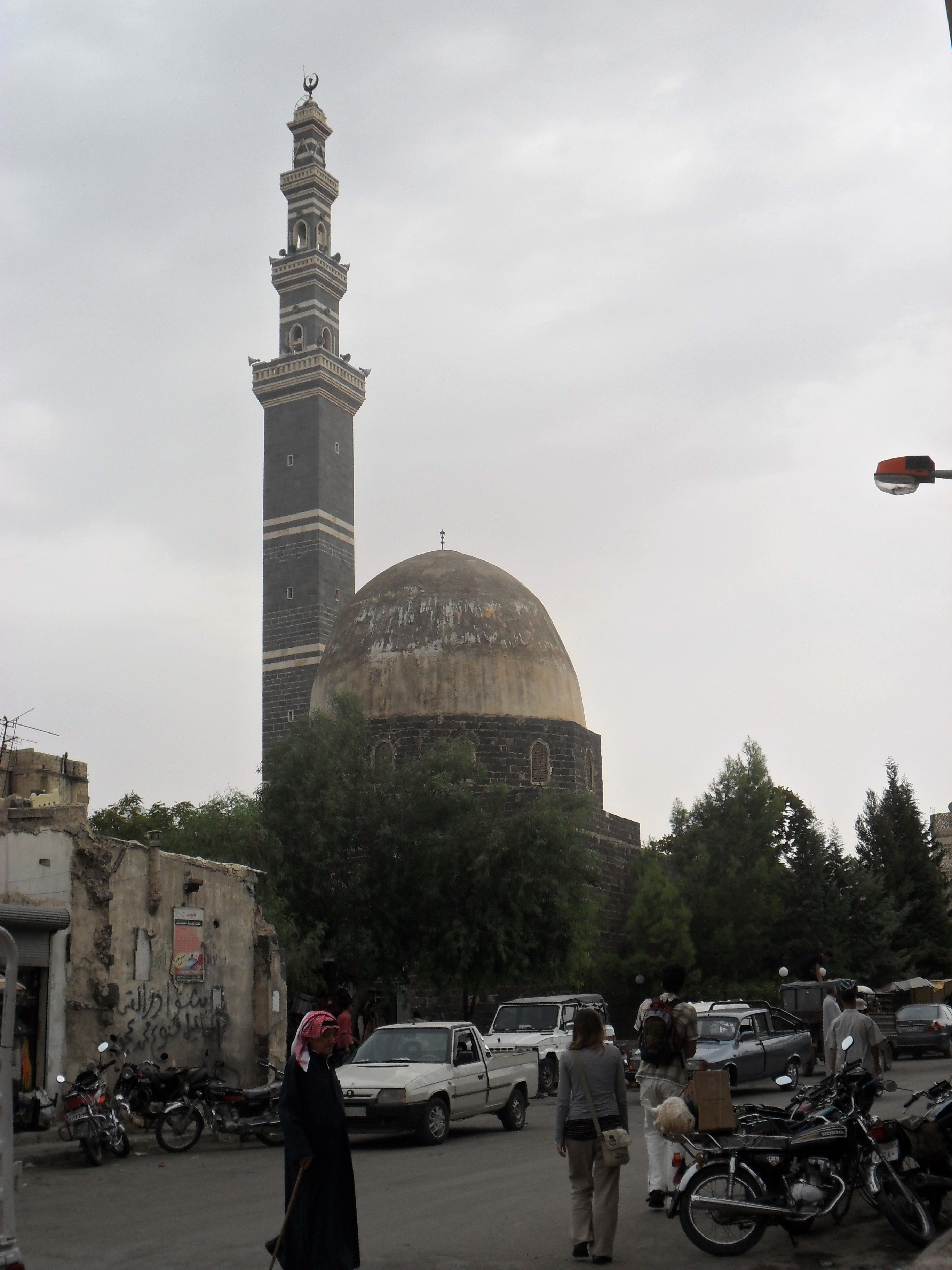
Mesquita de Salamiyya.

Khàlaf ibn Mulàïb al-Aixhabí Sayf-ad-Dawla (àrab: خلف بن ملاعب الأشهبي سيف الدولة, Ḫalaf ibn Mulāʿib al-Axhabī Sayf ad-Dawla) fou emir de Homs a finals del segle xi, i després d'Afamiya del 1096 al 1106.
Acusat de diverses malifetes incloent bandidatge, i de matar el xerif Ibrahim al-Haiximí durant el setge de Salamiya, les queixes van arribar al soldà seljúcida Màlik-Xah I, que va enviar a la zona al seu germà Tútuix I, sobirà de Damasc; aquest, junt amb altres senyors sirians, es va apoderar d'Homs, i Khàlaf fou enviat presoner al sultà a Esfahan tancat en una garjola de ferro. Va romandre empresonat fins a la mort del sultà el 1092.
La vídua de Màlik-Xah el va alliberar i es va refugiar amb l'amir al-juyuix al-Àfdal al Caire. El 1095 o 1096 la ciutat d'Afamiya va demanar un nou governador al califa fatimita i aquest va designar (o almenys proposar) a Khàlaf. D'altra banda Homs va passar a Janah-ad-Dawla, antic atabeg de Ridwan (Ridwan va morir el 10 de desembre de 1113).
Khàlaf va governar Afamiya segurament com a vassall fatimita, fins al 3 de febrer de 1106 quan fou mort per uns sicaris ismaïlites per oposar-se al nou daï ismaïlita de Síria Abu-Tàhir (que va succeir a al-Hàkim al-Munàjjim quan va morir el 1103), que es va apoderar llavors de la ciutat per mitjà del daï Abu-l-Fat·h, però els croats (Tancred d'Antioquia) aliats a Mussa ibn Mulàïb, germà de Khàlaf, van conquerir la ciutat el 14 de setembre després d'un primer setge fracassat.